# 钩纹夜蛾属
钩纹夜蛾属（学名：Hyphilare）是夜蛾科下的一个属。

## 下属物种
本属包括以下物种：
- 白钩纹夜蛾 Hyphilare album L